# Таласский областной комитет КП Киргизии
Таласский областной комитет КП Киргизской ССР — орган управления Таласской областной партийной организацией, существовавшей в 1944—1956, 1980—1988 и 1990—1991 годах.
Впервые Таласская область была создана 22.06.1944, 18.02.1956 упразднена. Вновь образована 3.09.1980, 5.10.1988 упразднена, территория вошла в состав районов республиканского подчинения и в Ошскую область.
Восстановлена 14 декабря 1990 года.

## Первые секретари обкома
- 11.1945—1948 — Молдогазы Токобаев
- 1948—1950 — Досу Шабаев
- 1950—1954 — Джаркимбаев, Абдыш
- 1954—1956 — Александр Воробьёв
- 1980-23.12.1985 — Карике Абдраев (в 1980 председатель оргбюро ЦК КП Киргизской ССР по Таласской области)
- 23.12.1985-1988 — Эсенбек Дуйшеев
- 20.02.1991-1991 — Абдыкадыр Кенесариев